# Trance Visionary
Trance Visionary – osiemnasty album studyjny Wishbone Ash.

## Lista utworów
Album zawiera:
1. Numerology 6:54
2. Wonderful Stash 7:17
3. Heritage 3:07
4. Interfaze 0:29
5. Powerbright (Black & White Screen) 4:11
6. Remnants of a Paranormal Menagerie 1:25
7. Narcissus Nervosa 7:57
8. Trance Visionary 6:47
9. Flutterby 5:35
10. Banner Headlines 5:02
11. The Loner 2:37
12. Powerbright Volition 1:45
13. Gutterfly 1:24
14. Wronged by Righteousness 7:24

## Twórcy albumu
Twórcami albumu są:
- Andy Powell – gitara, wokal
- Tony Kishman – wokal
- Roger Filgate – gitara basowa, gitara
- Mike Sturgis – perkusja